# 沙立吡旦
沙立吡旦（英语：Saripidem）是咪唑并吡啶家族中的镇静剂和抗焦虑药，与更广为人知的药物唑吡坦和阿吡坦有关。 
沙利吡旦与苯二氮䓬类药物具有相似的药理学特性，包括镇静和抗焦虑特性，但其化学结构与苯二氮䓬类药物有很大不同，因此沙利吡旦被归类为非苯二氮䓬类药物。 
沙利吡旦产生镇静和抗焦虑作用的作用机制是通过调节GABAA受体上的苯二氮䓬结合位点，但与许多较老的GABAA激动剂不同，沙利吡旦具有高度亚型选择性，主要与ω1亚型结合。